# پادشاهی بلغارستان
پادشاهی بلغارستان که با نام‌های بلغارستان تزاری یا سومین پادشاهی بلغارستان تزاری و سومین امپراتوری بلغارستان (به بلغاری:Царство България) نیز شناخته می‌شود، پادشاهی مشروطه‌ای بود که در ۲۲ سپتامبر ۱۹۰۸ میلادی (مطابق گاه‍شمار ژولینی) پس از تبدیل شاهزاده‌نشین بلغارستان به پادشاهی، به وجود آمد. این اقدام توسط فردیناند انجام شد؛ کسی که، پس از اعلام استقلال بلغارستان، به عنوان تزار تاجگذاری کرد. هدف فردیناند اتحاد تمامی اقوام بلغار زیر یک لوا و پرچم بود؛ زیرا، تعدادی از نواحی بلغارها مطابق پیمان ۱۸۷۸ برلین در عوض استقلال بلغارستان، به امپراتوری عثمانی واگذار شده بود.
پادشاهی بلغارستان به دلیل نظامیگری و جنگ‌طلبی خود در بالکان معروف بود؛ به طوری که، به پروس بالکان شهرت یافت. برای چندین سال، بلغارستان ارتشی بیشتر از ۱ میلیون نفر سرباز را به وجود آورد؛ در حالی که، جمعیت آن تنها ۵ میلیون نفر بود. در دهه ۱۹۱۰ (۱۹۱۰–۱۹۲۰)، بلغارستان سه جنگ مهم را پشت‌سر گذارد: اولین و دومین جنگ بالکان و جنگ جهانی اول. پس از این سه واقعه، ارتش بلغارستان منحل گردید و توسط پیروزمندان جنگ جهانی اول (متفقین) وجود آن ممنوع شد و رؤیای اتحاد تمامی سرزمین‌های بلغارنشین نیز بر باد رفت. کم‌تر از دو دهه بعد، بلغارستان دوباره جنگ جدیدی را برای اتحاد بلغارستان بزرگ آغاز کرد و وارد جنگ جهانی دوم شد. این بار نیز بلغارستان طرف دولتهای شکست خورده (دولت‌های محور) را گرفت و به همین دلیل، با پایان جنگ، حکومت سلطنتی در این کشور منحل گردید (۱۹۴۶ میلادی) و آخرین تزار بلغارستان نیز به تبعید فرستاده شد. به دنبال این واقعه، جمهوری خلق بلغارستان جای حکومت سلطنتی سابق را گرفت.

## جنگ‌های بالکان

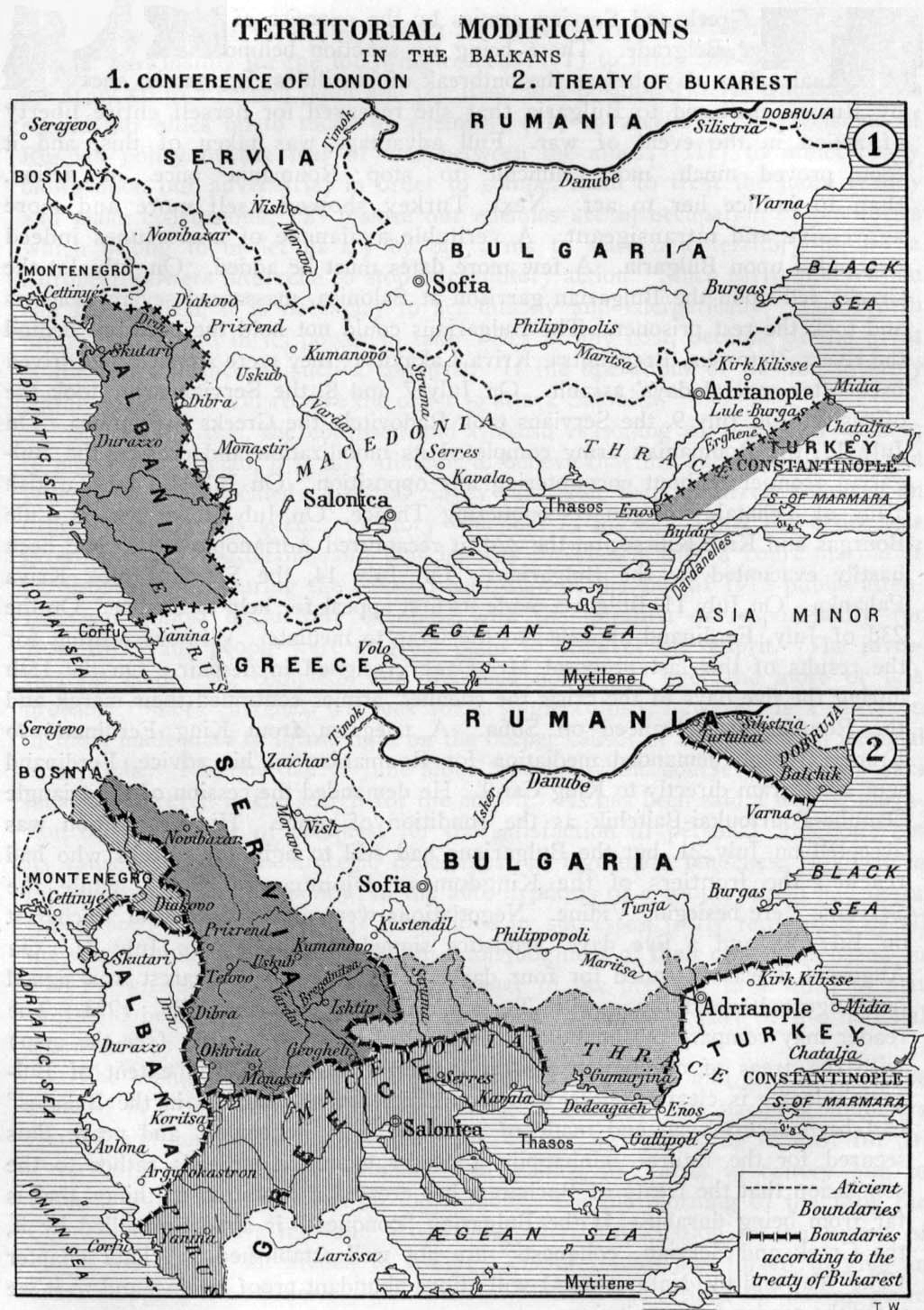
قلمرو بلغارستان بعد از جنگ اول و دوم بالکان (۱۹۱۲–۱۹۱۳)

با وجود تأسیس یک سرزمین بلغارستان در ۱۸۷۸ میلادی، هنوز بخش قابل توجهی از جمعیت بلغارها تحت سلطه امپراتوری عثمانی خصوصاً در مقدونیه زندگی می‌کردند. در این بین، یونان و صربستان نیز هرکدام ادعای خاصی در مورد این منطقه داشتند. این اختلاف نظرات و درگیری‌ها، عاقبت به جنگ‌های بالکان در ۱۹۱۲ میلادی انجامید. بلغارستان که اینک با صربستان و یونان علیه امپراتوری عثمانی متحد شده بود، توانست در وهله اول تا قسطنطنیه پیشروی کند. هم‌زمان صرب‌ها و یونانی‌ها کلیه مقدونیه را فتح کردند. عثمانی‌ها در دسامبر ۱۹۱۲ خواهان صلح شدند. اما از آنجا که بلغارستان تلفات و خسارات بیشتری نسبت به دیگر متحدانش متحمل شده بود، لذا خواهان غنیمت و سرزمین‌های بیش‌تری شد. هنگامی که صربستان و یونان با این درخواست مخالفت کردند، بلغارستان به این دو حمله کرد و جنگ دوم بالکان آغاز شد.
برخلاف انتظار بلغارستان، روسیه و دولت‌های غربی هیچ کمکی به این کشور نکردند؛ در نتیجه، هم جنگ به ضرر بلغارستان و به بهای از دست رفتن بخش‌هایی از این کشور تمام شد و هم اینکه، تمایل و رغبت بلغارستان برای اتحاد با قدرت‌های مرکز (آلمان، اتریش-مجارستان و عثمانی) بیشتر شد.

## جنگ جهانی اول

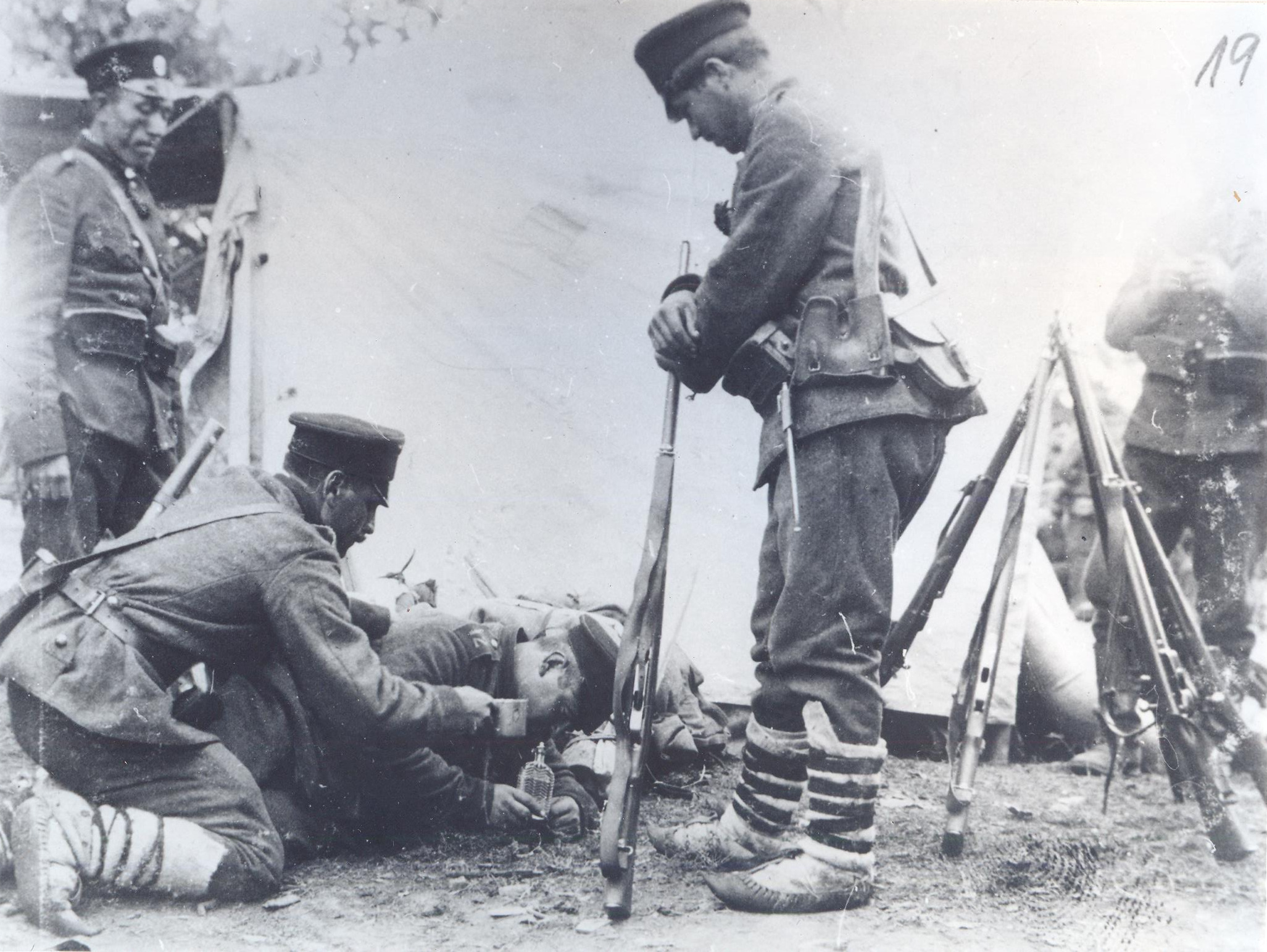
سربازان گرجستان در جنگ جهانی اول

بلغارستان در ۱۹۱۵ رسماً وارد جنگ شد و به حمایت از حمله اتریش-مجارستان به صربستان پرداخت. در اکتبر همان سال بود که بریتانیا، فرانسه، روسیه و ایتالیا به بلغارستان اعلان جنگ دادند. با وجود پیروزی‌های بلغارستان بر صربستان و یونان، جنگ به زودی دشواری‌هایش را به مردم کشور نشان داد. مشکلات اقتصادی و نارضایتی مردم از اتحاد دولت ارتدوکس بلغارستان با عثمانیهای مسلمان، سبب سلب حمایت عمومی از جنگ گردید. انقلاب فوریه روسیه تأثیر شگرفی بر سیر سیاست بلغارستان گذاشت. بلغارها سر به اعتراض برداشتند و حتی موفق شدند در ۱۹۱۷ جمهوری جدیدی را تشکیل دهند که البته به زودی از میان رفت.

## بعد از جنگ
در ۱۹۱۸ با پیروزی متفقین بر بلغارستان در جبهه مقدونیه، تزار فردیناند وادار به صلح شد. او را از سلطنت برداشتند و بوریس سوم، پسرش، را به حکومت نشاندند. بلغارستان بخش مهمی از سرزمین‌هایش را به یونان واگذار کرد و از ادعایش در مورد مقدونیه به نفع پادشاهی تازه تأسیس یوگسلاوی دست کشید.